# Fischer-oxazoolsynthese
Een Fischer-oxazoolsynthese is een chemische reactie, waarbij oxazolen worden gevormd door cyanohydrines en aldehyden in een zoutzuurrijk milieu te laten reageren met elkaar:
De methode werd in 1896 ontdekt door Hermann Emil Fischer.